# 実石沙枝子
実石沙枝子（じついし さえこ、1996年5月21日 - ）は、日本の小説家。

## 人物・経歴
静岡県清水市（現・静岡市清水区）に生まれる。通信制高校を卒業後、小説の執筆活動に入る。「別冊文藝春秋」新人発掘プロジェクト1期生。
2021年、「踊れ、かっぽれ」で第11回ポプラ社小説新人賞奨励賞を受賞（実石サエコ名義）。2022年、「きみが忘れた世界のおわり」（応募時タイトル「リメンバー・マイ・エモーション」）で第16回小説現代長編新人賞奨励賞を受賞しデビュー。同年、本作はApple Booksの今年のベスト（デビュー作部門）に選出された。2023年6月、日本SF作家クラブ会員となる。

## 作品リスト

### 単行本
小説
- 『きみが忘れた世界のおわり』（2022年10月 講談社 ISBN 978-4065293225）

### 単行本未収録作品
小説
- 「花が咲くまで」-『小説現代』2022年11月号
- 「メアリは帰りを待っている」-『小説新潮』2023年6月号

コラム
- 「東京を我が手に掴めない」-『小説新潮』2023年1月号
- 「脱・一気飲み」-『小説すばる』2023年9月号